# Lonchodes gracillimus
Lonchodes gracillimus är en insektsart som först beskrevs av Kirby 1904.  Lonchodes gracillimus ingår i släktet Lonchodes och familjen Phasmatidae. Inga underarter finns listade i Catalogue of Life.